# Apostolische Präfektur Marshallinseln
Die Apostolische Präfektur Marshallinseln (lat.: Apostolica Praefectura Insularum Marshallensium) ist eine auf den Marshallinseln und Wake gelegene römisch-katholische Apostolische Präfektur mit Sitz in Majuro.

## Geschichte
Vorläufer der heutigen Apostolischen Präfektur Marshallinseln ist die 1905 durch Papst Pius X. aus dem Apostolischen Vikariat Neupommern heraus gegründete Mission sui juris Marshallinseln. Doch schon am 4. Mai 1923 wurde die Mission aufgelöst und dem Apostolischen Vikariat Marianen und Karolinen angegliedert. Von 1905 bis 1915 war Bruno Schinxe MSC Superior.
Die Apostolische Präfektur Marshallinseln wurde am 23. April 1993 durch Papst Johannes Paul II. mit der Apostolischen Konstitution Quo expeditius durch die Teilung des Bistums Karolinen-Marshallinseln in das Bistum Karolinen und die Apostolische Präfektur Marshallinseln erneut errichtet.

## Apostolische Präfekten der Marshallinseln
- James C. Gould SJ, 1993–2007
- Raymundo Sabio MSC, 2007–2017
- Ariel Galido MSC, 2017–2025
- Tamati Alefosio Sefo MSC, seit 2025